# フィードバックファイル
『フィードバックファイル』は、ASIAN KUNG-FU GENERATIONのコンピレーション・アルバム。シングルのカップリング9曲のほか、未発表音源2曲、ライブ音源5曲から構成される。2006年10月25日にキューンレコードから発売。

## 概要
- 自身初となるコンピレーション・アルバム。結成10周年を記念してのリリースである。これまでフルアルバムに収録されなかったカップリング曲を収めたいわゆるB面集。
- この「フィードバックファイル」というタイトルは、当初、喜多建介が考案したものを、後藤正文がタイトルにしては長いと言う理由で省略してこうなった。
- 後藤は自身の日記で、初期のシングルをレーベルゲートCD（CCCD）として発売されたことがこのアルバムの発売の理由の一つだと語っている。
- 編集盤なので実際は4thアルバムではないが、ジャケットには「AKG-0004」と書かれている（デザイン上のもので、品番ではない）。またジャケットの机の部分にはGKYI（メンバーの苗字の頭文字を取ったもの）と書かれている。
- 初回限定盤はライブ映像を収録したDVD付き。

## 楽曲について
エントランス
メンバーは非常に完成度に満足し「『君繋ファイブエム』に全部入れよう」と言っていたが、何故か『未来の破片』のカップリングに採用された為、これまでアルバム収録の機会を逃していた曲。後藤が野球部に所属していた経験から、野球の情景も歌われている。
絵画教室
本アルバムのリード曲。楽曲自体は以前から存在しており、『ソルファ』のトップトラックになる予定だったが、後に『振動覚』が完成したため『ソルファ』には収録されなかった。よって今作が初のソフト化となる。
ライブでは永らく演奏された事がない曲であったが、2009年7月6日のライブでついに演奏された。
MVが存在（監督：フカツマサカズ＆POU）している。
堂々巡りの夜
元々は『ファンクラブ』に収録される予定だったが、「アルバムのコンセプトと違う」という理由で収録を見送られていた。
初期のアレンジは疾走感のあるものだったが、何かひねりたいということで、メロディを変えずに2周目からコード進行が変わるなどのアレンジを施されている。

## 収録曲
- 全作詞：後藤正文、編曲：ASIAN KUNG-FU GENERATION
- #12〜#16は「ボーナストラック」としてライブ音源を収録している。

| #         | タイトル                                        | 作詞      | 作曲               | 時間 |
| --------- | ----------------------------------------------- | --------- | ------------------ | ---- |
| 1.        | 「エントランス」                                |           | 後藤正文           | 3:58 |
| 2.        | 「ロケットNo.4」                                |           | 後藤正文           | 3:42 |
| 3.        | 「絵画教室」                                    |           | 後藤正文           | 3:23 |
| 4.        | 「サイレン＃」                                  |           | 後藤正文・山田貴洋 | 6:13 |
| 5.        | 「夕暮れの紅」                                  |           | 後藤正文           | 4:16 |
| 6.        | 「Hold me tight」                               |           | 後藤正文           | 4:04 |
| 7.        | 「ロードムービー」                              |           | 後藤正文           | 4:25 |
| 8.        | 「飛べない魚」                                  |           | 後藤正文           | 2:58 |
| 9.        | 「堂々巡りの夜」                                |           | 後藤正文           | 2:27 |
| 10.       | 「嘘とワンダーランド」                          |           | 喜多建介           | 2:28 |
| 11.       | 「永遠に」                                      |           | 後藤正文           | 3:12 |
| 12.       | 「自閉探索（2004 SHIBUYA-AX）」                 |           | 後藤正文           | 3:22 |
| 13.       | 「フラッシュバック（2004 国営ひたち海浜公園）」 |           | 後藤正文           | 2:24 |
| 14.       | 「アンダースタンド（2004 国営ひたち海浜公園）」 |           | 後藤正文           | 3:45 |
| 15.       | 「N. G. S（2005 SHIBUYA-AX）」                  |           | 後藤正文           | 2:53 |
| 16.       | 「Re：Re：（2006 横浜アリーナ）」               |           | 後藤正文・山田貴洋 | 5:03 |
| 合計時間: | 合計時間:                                       | 合計時間: | 58:34              |      |

### 初回限定盤DVD
- 全作詞・作曲：後藤正文

| #  | タイトル                                  | 作詞 | 作曲・編曲 |
| -- | ----------------------------------------- | ---- | ---------- |
| 1. | 「遥か彼方（2003 渋谷クラブクアトロ）」   |      |            |
| 2. | 「未来の破片（2003 新宿リキッドルーム）」 |      |            |
| 3. | 「君という花（2004 国営ひたち海浜公園）」 |      |            |
| 4. | 「リライト（2005 SHIBUYA-AX）」           |      |            |
| 5. | 「ループ＆ループ（2005 横浜アリーナ）」   |      |            |

## 演奏
- 後藤正文：Vocals, Guitar
- 喜多建介：Guitar, Vocals
- 山田貴洋：Bass, Vocals
- 伊地知潔：Drums

### 参考資料
- 店頭配布のアルバム解説